# Кім Чин Чхоль
Кім Чин Чхоль (кор. 김 진철; нар. 7 серпня 1989, повіт Чхорвон, провінція Канвон) — південнокорейський борець вільного стилю, бронзовий призер чемпіонату Азії, чемпіон Всесвітніх ігор військовослужбовців, учасник Олімпійських ігор.

## Життєпис
Виступав за спортивний клуб «Самсун Лайф» із Сеула. Тренер — Пак Чан Сун.

## Спортивні результати на міжнародних змаганнях

### Виступи на Олімпіадах
| Змагання                    | Збірна         | Вагова категорія          | Місце |
| --------------------------- | -------------- | ------------------------- | ----- |
| Літні Олімпійські ігри 2012 | Південна Корея | вільна боротьба, до 55 кг | 11    |

На літніх Олімпійських іграх 2012 року в Лондоні боровся в категорії до 55 кг. За регламентом кожен поєдинок складався з трьох раундів тривалістю по дві хвилини. Борець, який набрав більше балів у кожному раунді, був переможцем цих раундів; бій закінчувався, коли один борець вигравав два раунди (і, отже, поєдинок). У змаганнях взяли участь 19 спортсменів з 19 країн. За жеребкуванням Кім Чин Чхоль починав змагатися з другого кола. У ньому він зустрівся з представником Японії Сін'їті Юмото. Вигравши один раунд, корейський спортсмен поступився у двох. Японець не дійшов до фіналу, тому Кім Чин Чхоль не зміг позмагатися за бронзові нагороди і вибув зі змагань, посівши в підсумку 11 місце.

### Виступи на Чемпіонатах світу
| Змагання                        | Збірна         | Вагова категорія          | Місце |
| ------------------------------- | -------------- | ------------------------- | ----- |
| Чемпіонат світу з боротьби 2018 | Південна Корея | вільна боротьба, до 61 кг | 18    |
| Чемпіонат світу з боротьби 2019 | Південна Корея | вільна боротьба, до 61 кг | 24    |

### Виступи на Чемпіонатах Азії
| Змагання                       | Збірна         | Вагова категорія          | Місце  |
| ------------------------------ | -------------- | ------------------------- | ------ |
| Чемпіонат Азії з боротьби 2012 | Південна Корея | вільна боротьба, до 55 кг | Бронза |
| Чемпіонат Азії з боротьби 2019 | Південна Корея | вільна боротьба, до 61 кг | 5      |

### Виступи на Всесвітніх іграх військовослужбовців
| Змагання                                | Збірна         | Вагова категорія          | Місце  |
| --------------------------------------- | -------------- | ------------------------- | ------ |
| Всесвітні ігри військовослужбовців 2015 | Південна Корея | вільна боротьба, до 57 кг | Золото |

### Виступи на інших змаганнях
| Змагання                                                      | Збірна         | Вагова категорія          | Місце  |
| ------------------------------------------------------------- | -------------- | ------------------------- | ------ |
| Олімпійський кваліфікаційний турнір з боротьби 2012 (Тайюань) | Південна Корея | вільна боротьба, до 55 кг | Бронза |
| Гран-прі «Харі Рам» 2012                                      | Південна Корея | вільна боротьба, до 60 кг | Срібло |
| Турнір Г. Картозія і В. Балавадзе 2018                        | Південна Корея | вільна боротьба, до 61 кг | 13     |

### Виступи на змаганнях молодших вікових груп
| Змагання                                      | Збірна         | Вагова категорія          | Місце |
| --------------------------------------------- | -------------- | ------------------------- | ----- |
| Чемпіонат Азії з боротьби серед кадетів 2006  | Південна Корея | вільна боротьба, до 46 кг | 5     |
| Чемпіонат світу з боротьби серед юніорів 2007 | Південна Корея | вільна боротьба, до 50 кг | 12    |
| Чемпіонат світу з боротьби серед юніорів 2008 | Південна Корея | вільна боротьба, до 55 кг | 11    |
| Чемпіонат світу з боротьби серед юніорів 2009 | Південна Корея | вільна боротьба, до 55 кг | 16    |